# Martha Sandwall-Bergström
Martha Majken Birgitta Sandwall-Bergström (* 5. Juni 1913 in Nävelsjö bei Vetlanda, Schweden; † 12. März 2000 in Malmö) war eine schwedische Schriftstellerin, die vor allem durch ihre Jugendbuchreihe Kulla-Gulla bekannt wurde.

## Leben
Martha Sandwall wurde 1913 im südschwedischen Småland geboren. Sie wuchs in Nävelsjö auf, einer kleinen Ortschaft bei Vetlanda, und hatte vier Geschwister. Sie heiratete später den Archäologen Lars-Erik Bergström. Das Ehepaar lebte von 1953 bis 1983 in der Nähe von Málaga in Spanien. Nach ihrer Rückkehr nach Schweden verstarb Sandwall-Bergström im Jahr 2000 in Malmö. Sie wurde im Familiengrab in Nävelsjö beigesetzt.

## Werk
Internationale Bekanntheit erlangte Sandwall-Bergström mit ihrer Kinder- und Jugendbuchreihe Kulla-Gulla, die ursprünglich aus zwölf Bänden besteht und zwischen 1945 und 1951 im schwedischen Wahlström-Kinderbuchverlag erschien. Die Bücher wurden in zahlreiche Sprachen übersetzt, darunter auch Deutsch. In deutscher Sprache wurde die Reihe in den 1950er- und 1960er-Jahren beim Verlag Carl Ueberreuter veröffentlicht, mit Illustrationen von Felicitas Kuhn.
Die Erzählungen handeln von einem Waisenmädchen namens Gulla, das zu Beginn als Magd auf einem Hof arbeitet und später ihre wahre Herkunft als Enkelin eines Gutsherrn erfährt. Die Handlung ist in der ländlichen Gesellschaft Schwedens um 1900 angesiedelt. Der Begriff „Kulla“ ist eine alte schwedische Bezeichnung für ein junges Mädchen aus der Region Dalarna oder Småland.
Die Kulla-Gulla-Reihe wurde auch im Kontext der Repräsentation weiblicher Rollen in der Kinder- und Jugendliteratur untersucht. In einer literaturwissenschaftlichen Analyse beschreibt Nina Weidinger das Mädchenbild der Protagonistin Gulla als eine Mischung aus klassischen weiblichen Tugenden wie Selbstlosigkeit und Fürsorglichkeit, jedoch mit einem wachsenden Maß an Selbstbestimmung und sozialem Engagement. Die Figur entwickle sich über die Bände hinweg von einem abhängigen Kind zu einer jungen Frau mit Verantwortung und Gestaltungswillen.
Ein verlegerisch bedeutender Aspekt ist, dass der Wahlström-Verlag Astrid Lindgrens Pippi Langstrumpf zunächst ablehnte, da man mit Kulla-Gulla bereits eine erfolgreiche Mädchenfigur im Programm hatte. Lindgren wandte sich daraufhin an den Verlag Rabén & Sjögren.

### Gulla-Bücher-Reihe
| Band (dt.) | Deutscher Titel              | Schwedischer Originaltitel    | Erscheinungsjahr (SE) |
| ---------- | ---------------------------- | ----------------------------- | --------------------- |
| 1          | Bleib bei uns, Gulla!        | Kulla-Gulla                   | 1945                  |
| 2          | Gulla hält ihr Wort          | Kulla-Gulla håller sitt löfte | 1946                  |
| 3          | Gulla auf dem Herrenhof      | Kulla-Gulla på herrgården     | 1947                  |
| 4          | Gulla, benimm dich!          | Kulla-Gulla vinner en seger   | 1946                  |
| 5          | Schwere Zeit für Gulla       | Kulla-Gulla i skolan          | 1948                  |
| 6          | Gulla am Ziel                | Kulla-Gulla och Tomas Torpare | 1950                  |
| –          | nicht ins Deutsche übersetzt | Kulla-Gulla finner sin väg    | 1950                  |
| –          | nicht ins Deutsche übersetzt | Kulla-Gullas myrtenkrona      | 1950                  |

## Verfilmungen
Einige ihrer Werke, darunter auch Kulla-Gulla, wurden für Film und Fernsehen adaptiert. Regie: Håkan Bergström. Sandwall-Bergström war zudem am Drehbuch zu Aldri annet enn bråk (1954) beteiligt.

## Bedeutung
Martha Sandwall-Bergström zählt zu den bekanntesten Kinder- und Jugendbuchautorinnen Schwedens des 20. Jahrhunderts. Ihre Werke gelten als Klassiker der skandinavischen Mädchenliteratur. Die Kulla-Gulla-Reihe nimmt in der Forschung zur Kinder- und Jugendliteratur eine besondere Stellung ein, da sie sowohl traditionelle Rollenmuster abbildet als auch deren allmähliche Aufweichung und die Ermutigung zur Selbstbestimmung thematisiert.